# Notre-Dame de La Bastide-des-Jourdans

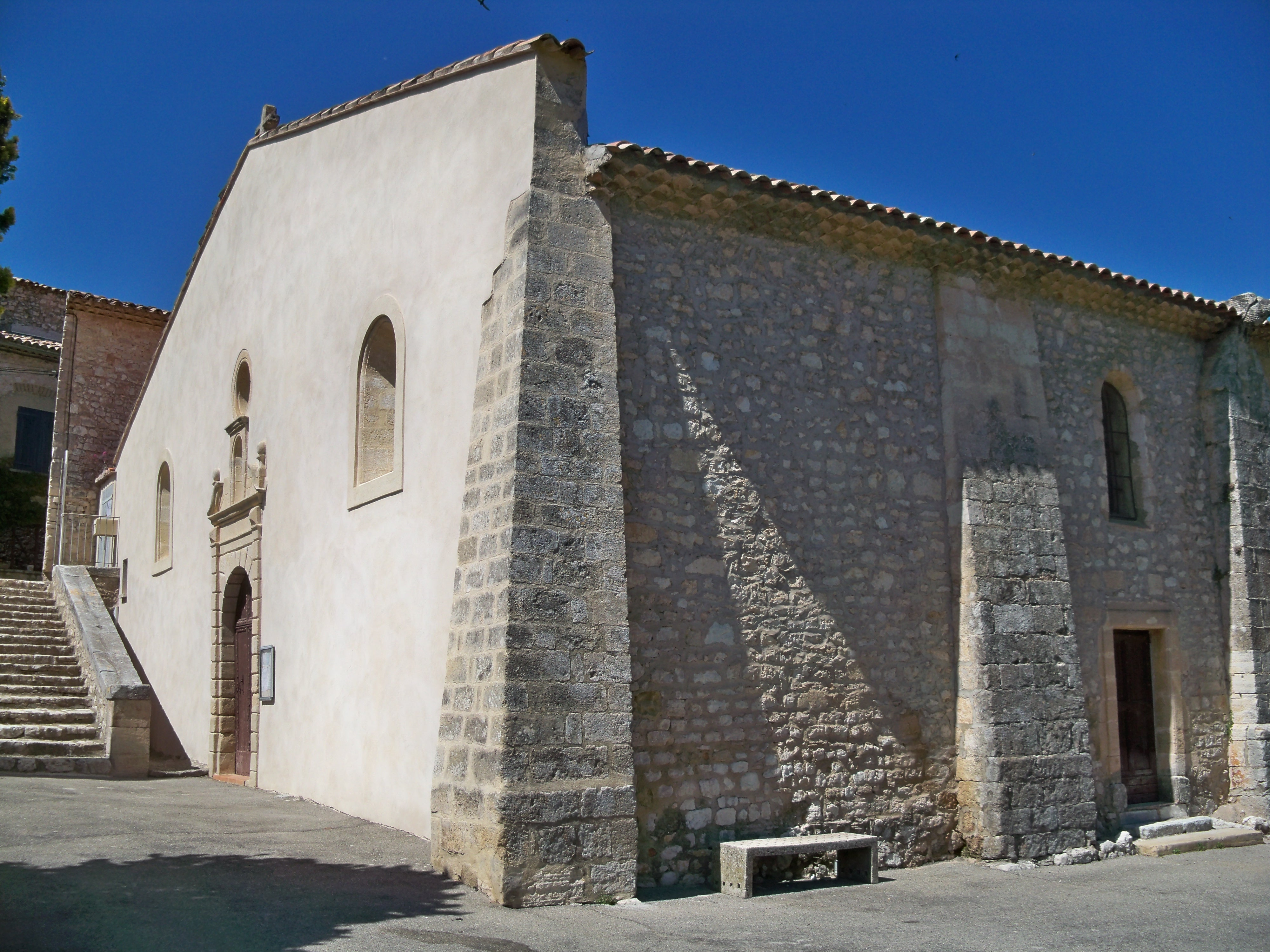
La Bastide-des-Jourdans, Kirche

Die Kirche Notre-Dame de La Bastide-des-Jourdans ist die römisch-katholische Pfarrkirche von La Bastide-des-Jourdans im französischen Département Vaucluse (Provence-Alpes-Côte d’Azur).

## Geschichte
Die im Ursprung romanische Kirche stammt aus dem 13. Jahrhundert und wurde im Verlauf der Geschichte infolge der zunehmenden Bevölkerungszahl mehrfach umgebaut. Ihr wurden nach und nach verschiedene Kapellen sowie 1672 bis 1674 durch die Baumeister Jean Delestic und Michel Féraud ein nördliches und südliches Seitenschiff hinzugefügt. 
Das Altarbild des Hochaltars ist eine ihrer Hauptsehenswürdigkeiten. Es datiert um 1660 und zeigt ein Marienbildnis zusammen mit Sankt Peter und Sankt Paul, Sankt Markus und einen „Märtyrer-Papst“. Darüber dargestellt sind auf einem kleineren Gemälde Franz von Assisi, ein nicht näher identifizierbarer Bischof und Sankt Bernhard.
In der Gemeinde befinden sich noch zwei Kapellen gleichen Namens, die als Monuments historiques in der Base Palissy des französischen Kulturministeriums aufgeführt sind:
- Kapelle Notre-Dame-de-Consolation
- Kapelle Notre-Dame de la Cavalerie de Limaye